# El Toscal (Santa Cruz de Tenerife)
El Toscal es un barrio del casco histórico de la ciudad de Santa Cruz de Tenerife (Canarias, España), que se encuadra administrativamente dentro del distrito de Centro-Ifara.
En este barrio se encuentran el parque García Sanabria, el Museo Militar de Almeyda, la Parroquia de San Francisco de Asís, la Parroquia de Ntra Sra del Pilar y la Iglesia de San José, destacando además la abundancia de edificios históricos.
Parte del barrio de El Toscal está declarado Bien de Interés Cultural en la categoría de Conjunto Histórico Artístico desde 2007.
Su nombre quiere decir 'terreno de tosca', en referencia a la primitiva característica del suelo del lugar.

## Características
El barrio de El Toscal ocupa una superficie de 0,55 km², quedando delimitado de la siguiente manera: desde el vértice suroeste formado por la confluencia de la Rambla de Santa Cruz con la calle de Numancia, sigue el límite hacia el noreste por el eje de la Rambla de Santa Cruz hasta su cruce con la avenida de Francisco La Roche. Desde aquí el límite es el mar hacia el suroeste hasta la conexión entre la referida avenida y la calle de La Marina, que sigue en dirección sur hasta la confluencia con la calle de Villalba Hervás. El límite prosigue por el eje de esta calle hacia el noroeste hasta la plaza del Patriotismo. Desde aquí, toma la calle de La Rosa hasta el cruce con la de Santa Rosalía, tomando de nuevo dirección noroeste hasta la calle de Méndez Núñez. Desde esta calle, el límite continúa dirección suroeste hasta la calle de Numancia, y de aquí, finalmente, rumbo norte hasta el punto de partida. También se incluye en el barrio la trasera de la calle del Pilar, donde se encontraban en los años sesenta del siglo XX las antiguas instalaciones deportivas del Frente
de Juventudes y el Parque Recreativo, hoy desaparecidos

El Toscal se encuentra a 700 metros del centro de la ciudad, a una altitud media de 29 m s. n. m.
Cuenta con una iglesia dedicada a San José, varias plazas públicas (Isabel II, San Antonio de Texas y Glorieta Arquitecto Marrero Regalado), los centros educativos colegio CEIP Fray Albino, el colegio Onésimo Redondo, el Colegio Hogar Escuela María Auxiliadora y la Escuela Montessori, un parque infantil, un polideportivo, el centro cultural Casa Pisaca, varias farmacias y entidades bancarias, así como numerosos comercios. Próximos al parque García Sanabria se localizan también instalaciones hoteleras.
En la calle de La Marina se concentran gran número de instituciones públicas, como el edificio de servicios múltiples I del Gobierno de Canarias, la Administración General del Estado, el Instituto Geográfico Nacional, la Oficina de Extranjeros de la Subdelegación del Gobierno en Santa Cruz de Tenerife, el Consulado de Venezuela, la Viceconsejería de Turismo o el Instituto Nacional de La Seguridad Social.
Asimismo, en la zona costera del barrio se sitúa parte del Muelle de Ribera de la Dársena de Anaga del puerto capitalino, así como el Muelle de pasajeros Interinsular y comisarías de la Guardia Civil y de la Policía Nacional.

## Historia
En sus orígenes El Toscal, o Los Toscales o Las Toscas, constituía una extensa zona de huertas, cementeras y baldíos que cubría el oeste y norte del casco primitivo de la ciudad. En el siglo xviii, al amparo del inicio de la preeminencia del Puerto de Santa Cruz, comienza la colonización popular de la zona. En el tránsito del siglo xix al xx surgen gran parte de los edificios que lo caracterizan, siendo a mediados de este último cuando se produce la compactación definitiva del barrio.
En este barrio, al igual que en los de El Cabo, Duggi y Los Llanos, abundaban antiguamente las ciudadelas, viviendas comunitarias con un gran patio central rodeada de habitaciones, donde en cada una de ellas, vivía una familia compartiendo con el resto de vecinos de ésta, la cocina y el retrete, sobreviviendo cuatro en el barrio.
El Toscal fue lugar de origen de dos equipos históricos del fútbol tinerfeño: el Iberia Fútbol Club y el Toscal Club de Fútbol.
En el barrio destacan las siguientes asociaciones vecinales: Vecinos del barrio de El Toscal Luz y Vida, Callejón Iberia-Ravina Toscal' y barrio de El Toscal de las Tribulaciones.

## Celebraciones

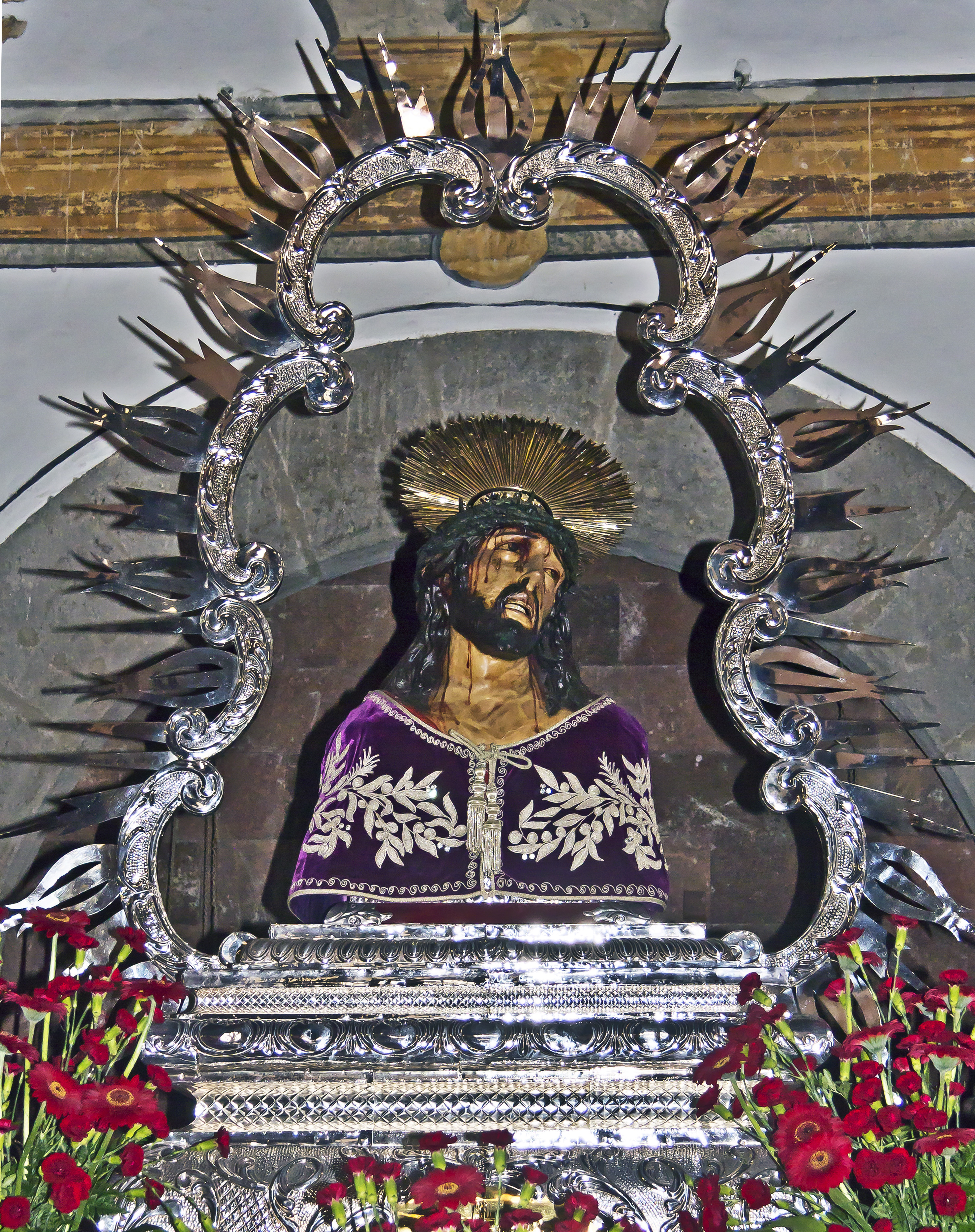
La imagen del Señor de las Tribulaciones venerado en la Parroquia de San Francisco de Asís, es la imagen religiosa más venerada tanto del barrio de El Toscal como de la ciudad de Santa Cruz de Tenerife en general.

Cada año en las calles de El Toscal se celebra una de las manifestaciones religiosas más importantes de la ciudad de Santa Cruz de Tenerife; la procesión del Señor de las Tribulaciones. Esta parte cada Martes Santo por la noche desde la Parroquia de San Francisco de Asís hasta la calle del Señor de las Tribulaciones.
Esta procesión es una de las tradiciones más antiguas y arraigadas de los santacruceros en general y de los toscaleros en particular, en la que se rinde honores al Señor de Santa Cruz, una imagen íntimamente unida a la idiosincrasia de la ciudad desde hace siglos. Este acto tiene su origen en la supuesta salvación milagrosa de la ciudad de una epidemia de cólera en 1893.
Durante este acto los vecinos realizan alfombras con sal coloreada para recibir a la imagen, que es llevada en procesión por las calles del barrio acompañada por el alcalde y otras autoridades. Durante la procesión los vecinos entonan cantos de isas dedicadas a la talla, y realizan una ofrenda floral de pétalos que son lanzados desde los balcones y ventanas. Posteriormente, el Señor de las Tribulaciones vuelve a ser sacado de su templo en procesión el Viernes Santo por la tarde en la Procesión Magna Interparroquial, acompañado por las demás imágenes de la Semana Santa capitalina. Tras la procesión, la talla del Señor de las Tribulaciones es devuelta a la iglesia de San Francisco de Asís.
Aparte de la del Señor de las Tribulaciones y otras de la Semana Santa, tienen lugar en El Toscal otras celebraciones vinculadas al catolicismo, como la procesión de San Francisco de Asís (patrón del barrio) cada 4 de octubre, la de Santa Rita de Casia cada 22 de mayo, la de San Pedro de San José Betancur el 24 de abril y la de San Antonio de Padua cada 13 de junio, las cuatro partiendo desde la parroquia de San Francisco. También destaca, desde la Iglesia de San José la procesión del Cristo de Medinaceli (el día anterior al primer viernes del mes de marzo) y desde la Parroquia del Pilar la procesión de la Virgen de las Angustias, llamada popularmente la Virgen Republicana que procesiona cada Viernes Santo.

## Demografía
| Año        | 2005   | 2006   | 2007   | 2008   | 2009   | 2010   |
| ---------- | ------ | ------ | ------ | ------ | ------ | ------ |
| Habitantes | 11.112 | 11.142 | 10.893 | 10.771 | 10.658 | 10.574 |

## Transporte público
El barrio posee paradas de taxi en las calles de La Marina y del Doctor José Naveiras, así como junto a la estación marítima y en la calle del Pilar.
En guagua queda conectado mediante las siguientes líneas de Titsa: 
| Línea | Trayecto                                                                                                 | Recorrido     |
| ----- | --- | ------------- |
| 903   | Bº La Alegría - Muelle Norte - Ramblas - Chamberí - Cementerio - Moraditas de Taco                       | Horario/Línea |
| 905   | Muelle Norte - Barrio de Ofra                                                                            | Horario/Línea |
| 910   | Intercambiador - San Andrés - Playa de Las Teresitas                                                     | Horario/Línea |
| 911   | Muelle Norte - Ramblas - Cruz del Señor - Barrio de La Salud - Cuesta Piedra                             | Horario/Línea |
| 916   | Intercambiador - María Jiménez - Los Valles                                                              | Horario/Línea |
| 917   | Intercambiador - Valleseco (La Quebrada)                                                                 | Horario/Línea |
| 920   | Intercambiador - Plaza de España - La Marina - Ramblas - Reyes Católicos - Tres de Mayo - Intercambiador | Horario/Línea |
| 921   | Intercambiador - Avenida Reyes Católicos - Intercambiador                                                | Horario/Línea |
| 945   | Santa Cruz - San Andrés - Igueste de San Andrés                                                          | Horario/Línea |
| 946   | Santa Cruz - San Andrés - Taganana - Almáciga                                                            | Horario/Línea |
| 947   | Intercambiador - San Andrés - El Bailadero - Chamorga                                                    | Horario/Línea |

## Lugares de interés
- Parroquia de San Francisco de Asís
- Iglesia de San José
- Museo Militar de Almeyda (BIC)
- Parque García Sanabria
- Grupo Escolar Onésimo Redondo (BIC Conjunto Histórico El Toscal)
- Sede de la ya liquidada Caja General de Ahorros de Canarias (Cajacanarias)
- Avenida Francisco La Roche (avenida Anaga)
- Rambla de Santa Cruz
- Parroquia de la Virgen del Pilar
- Calle de La Rosa
- Monumento a Su Excelencia el Jefe del Estado
- Hotel Contemporáneo***
- Hotel Taburiente***
- Construcciones del conjunto histórico artístico El Toscal:
  - Casa Burgada
  - Casa Martín Arnay
  - Casa Pisaca
  - Casa Siliuto
  - Ciudadelas de los Pasajes Santiago y Santa Marta
  - Edificio Marrero
  - Edificio Mac-Kay
  - Edificio Núñez
  - ￼￼CajacSede de la antigua Caja General de Ahorros de Canarias. Cajacanarias
  - Edificio de Radio Nacional de España
  - Edificio de la Consignataria Ledesma
  - Edificio de la fábrica de pastas La India
  - Edificio de la fábrica de tabacos La Suprema
  - Colegio Montessori
  - Colegio Hogar-Escuela María Auxiliadora
  - Edificaciones singulares en las calles de La Rosa, Santiago, Señor de las Tribulaciones, San Martín, San Francisco, San Miguel, San Antonio, San Nicolás, Santa Rosa de Lima, San Vicente Ferrer, Emilio Calzadilla y Pasaje Pisaca